# San Giorgio Ionico
San Giorgio Ionico este o comună din provincia Taranto, regiunea Puglia, Italia, cu o populație de 14.231 locuitori (1 ianuarie 2023) și o suprafață de 23,56 km².

## Demografie
San Giorgio Ionico - evoluția demografică

|  | Graficele sunt indisponibile din cauza unor probleme tehnice. Mai multe informații se găsesc la Phabricator și la wiki-ul MediaWiki. |

Date: Recensăminte sau birourile de statistică - grafică realizată de Wikipedia